# Ernest Anselin

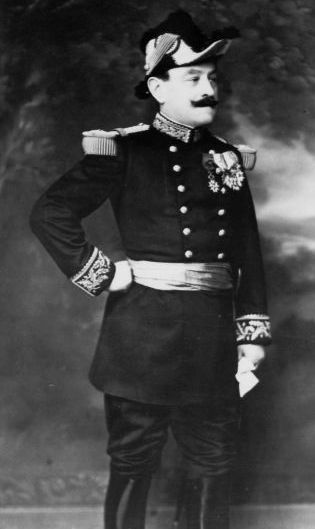
General Ernest Anselin

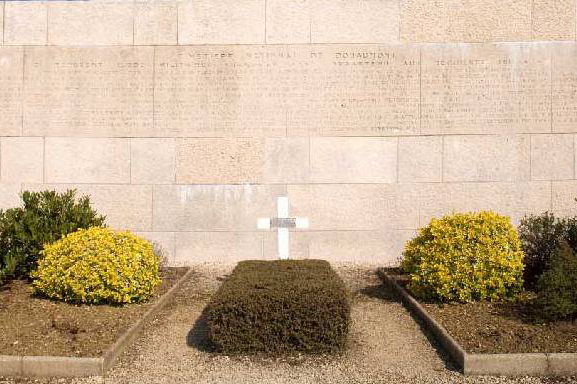
Grab General Anselins am Fuß der Ehrentreppe des Beinhauses von Douaumont

Ernest François Amédée Anselin (* 16. Januar 1861 in Chambon-sur-Voueize, Département Creuse; † 24. Oktober 1916 während der Schlacht um Verdun in Fleury-devant-Douaumont) war ein französischer General des Ersten Weltkriegs und Offizier der Ehrenlegion.
1880–1882 besuchte er die Militärschule Saint-Cyr, 1882–1883 die Militärreitschule von Saumur, zu deren Direktor er nach verschiedenen beruflichen Stationen 1911 ernannt wurde. Nach Ausbruch des Ersten Weltkriegs ließ er sich in den aktiven Dienst zurückversetzen und wurde im Juli 1916 zum Kommandant der 214. Infanteriebrigade der 133. Division ernannt. Während der Vorbereitungen zum Angriff auf das Fort Douaumont wurde er in Fleury-devant-Douaumont nahe der Poudrière, einem vorgelagerten Munitionsdepot, durch eine Granate getötet. Zunächst wurde er in einem nahegelegenen provisorischen Friedhof beigesetzt. Nach seiner Anerkennung als mort pour la France wurde er 1948 in seine jetzige Grabstelle auf dem Militärfriedhof des Beinhauses von Douaumont umgebettet.
Im 16. Arrondissement von Paris tragen die Rue du Général-Anselin und der Square du Général-Anselin seinen Namen.